# Яблуново
Я́блуново (рос. Яблоново) — селище у складі Читинського району Забайкальського краю, Росія. Адміністративний центр Яблуновського сільського поселення.

## Населення
Населення — 752 особи (2010; 835 у 2002).